# Friedrich Ackermann

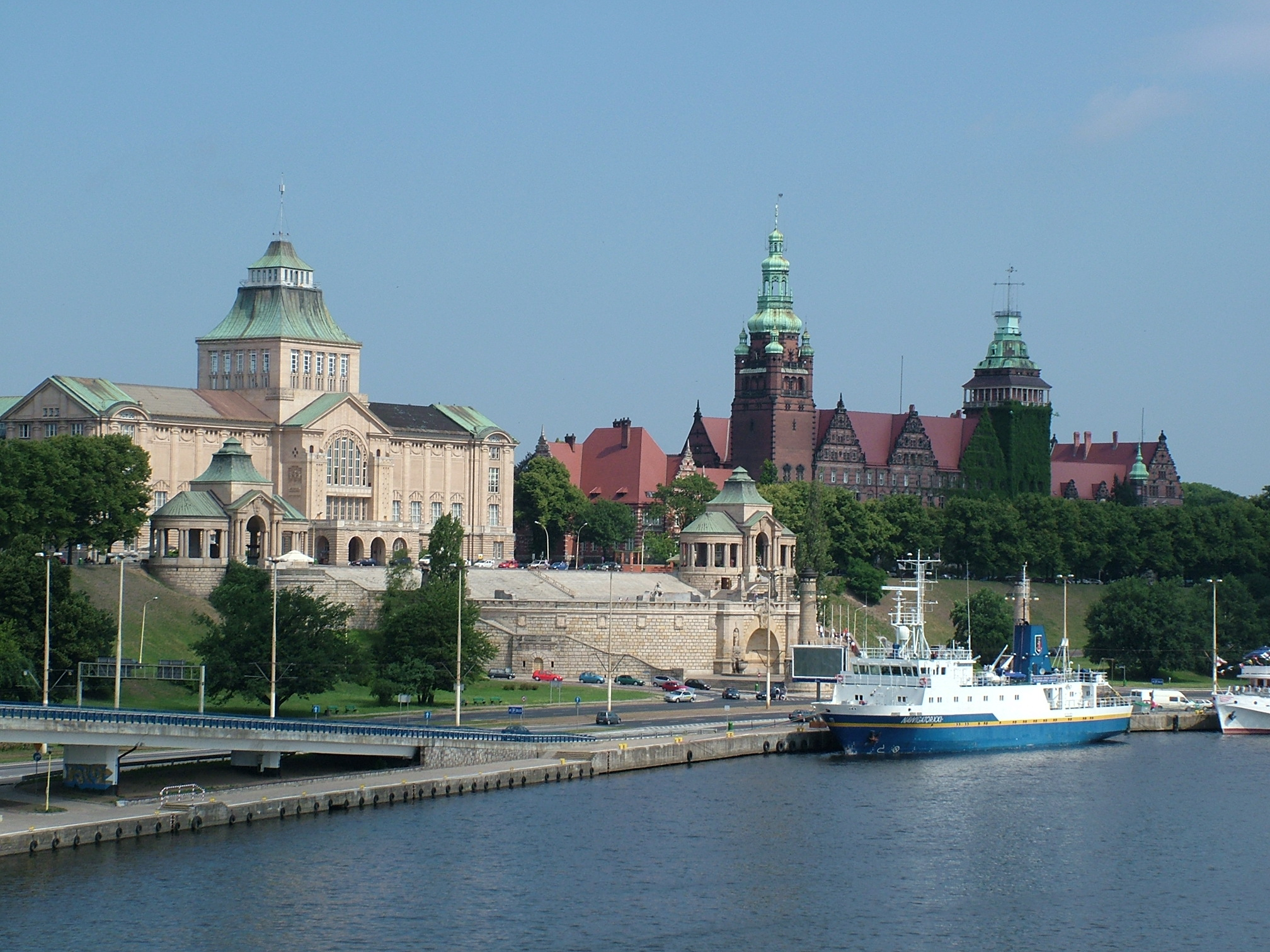
Wały Chrobrego („Tarasy Hakenna”)

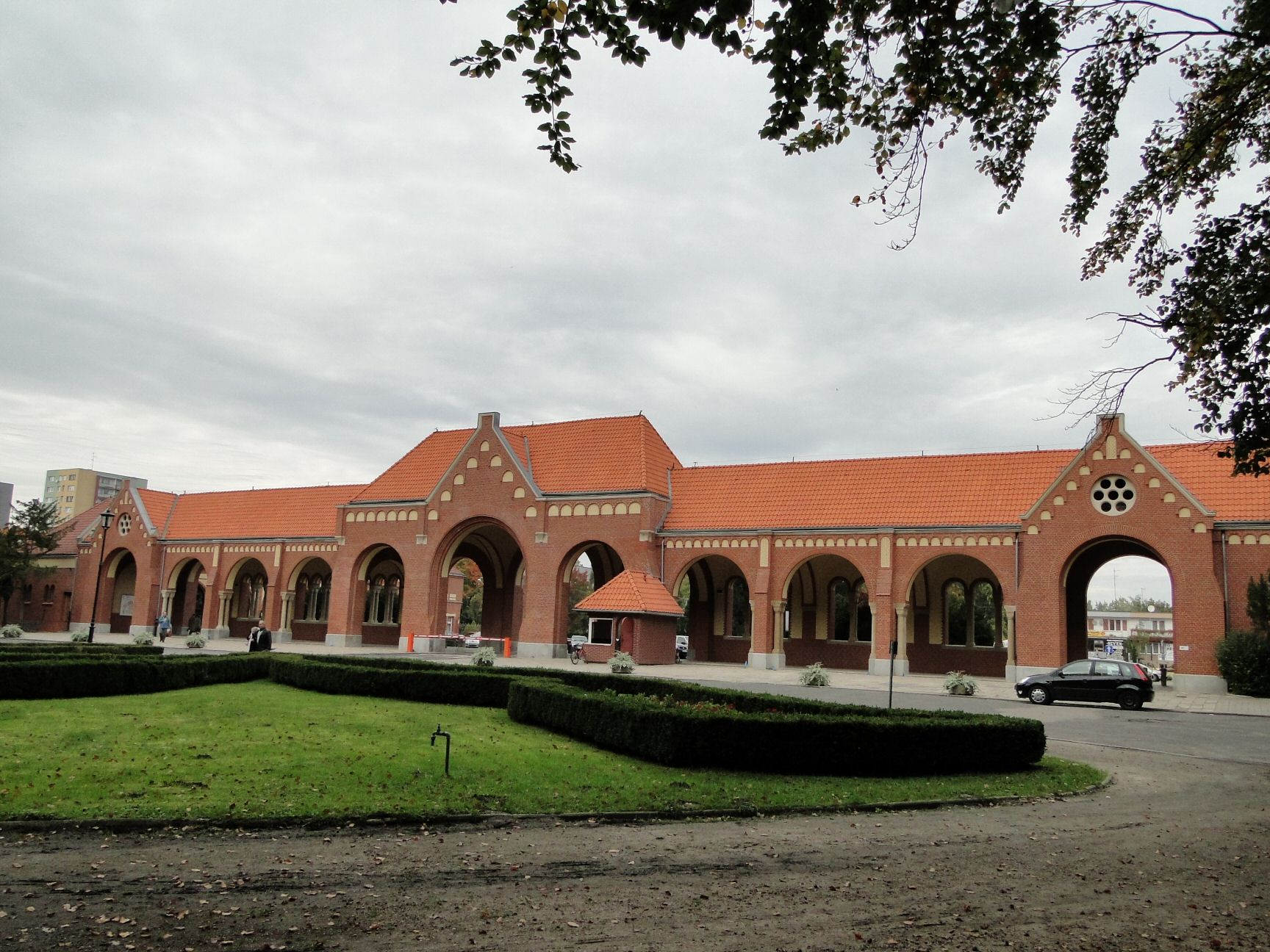
Brama Główna cmentarza Centralnego

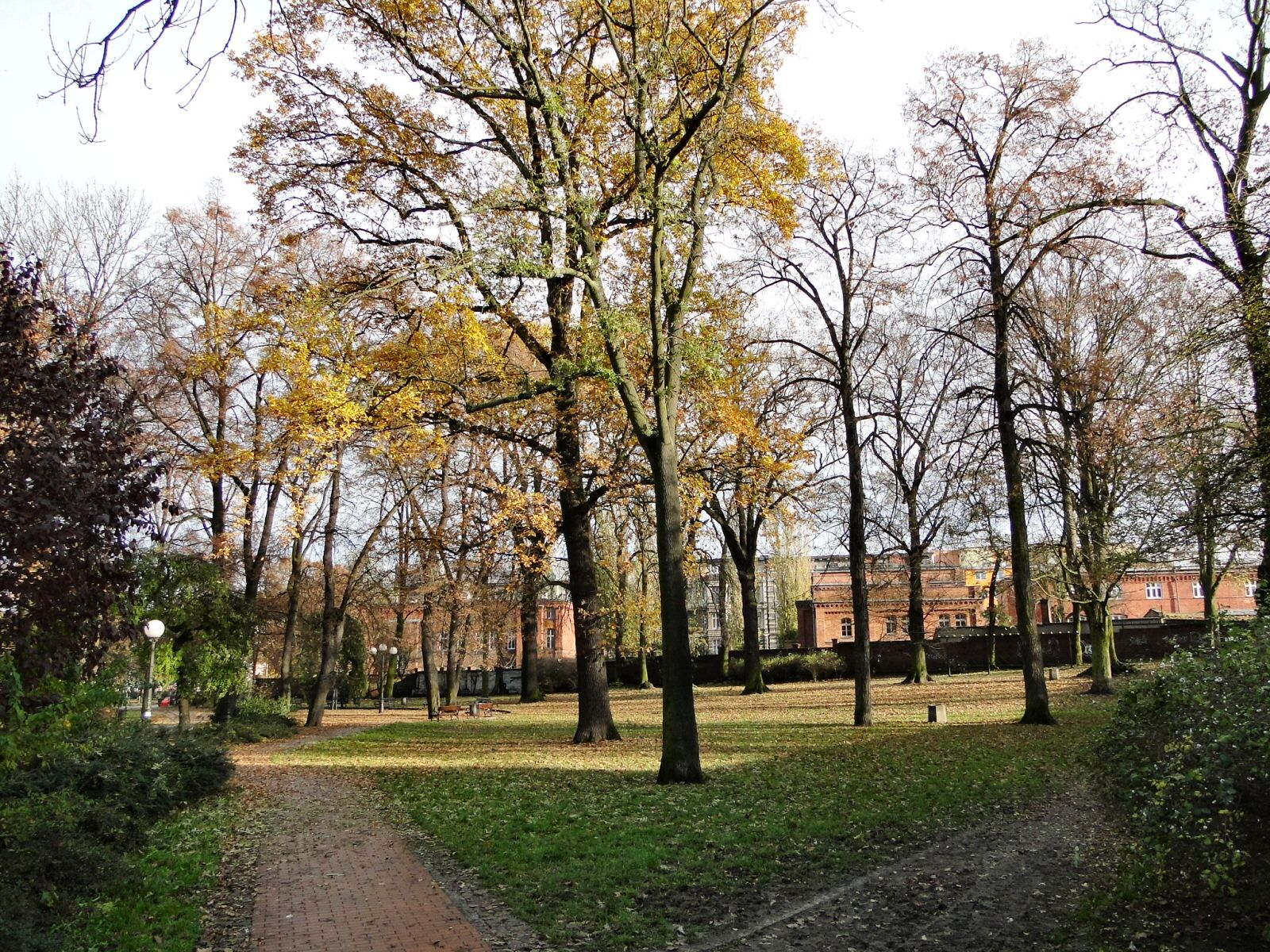
Skwer Ackermanna w Szczecinie

Friedrich Ackermann (ur. 25 grudnia 1866 w Bądlach koło Górowa Iławeckiego w Prusach Wschodnich, zm. 9 kwietnia 1931 w Szczecinie) – niemiecki samorządowiec, nadburmistrz Szczecina w latach 1907–1931

## Życiorys
Friedrich Ackermann urodził się w rodzinie urzędników państwowych. Po lekcjach u prywatnych nauczycieli uczęszczał do wyższych klas gimnazjum w Jeleniej Górze, gdzie w 1885 zdał maturę. Studiował początkowo nauki przyrodnicze w Zurychu, następnie od 1886 – prawo w Monachium, Lipsku i Getyndze, uzyskując stopień doktora prawa. Po studiach odbył roczną służbę wojskową w piechocie, osiągając stopień porucznika rezerwy. Od 1890 był aplikantem sądowym, a od 1895 – asesorem sądowym w Prusach Zachodnich. W 1896 objął urząd rajcy miejskiego w Gdańsku. Pierwszą posadę burmistrza przez pierwsze trzy miesiące 1907 sprawował w mieście Rathenow.
Wkrótce potem został wybrany na nadburmistrza Szczecina. Funkcję tę sprawował od 1 kwietnia 1907 przez 24 lata – za panowania cesarza Wilhelma II (11 lat), w okresie I wojny światowej i Republiki Weimarskiej (13 lat). Jako burmistrz reprezentował swoje miasto w dworze pruskim od 1907 do 1918.
Kontynuował rozwój przestrzenny miasta, zapoczątkowany przez swojego poprzednika, nadburmistrza Hermanna Hakena (1828–1916). Przyczynił się do rozwoju portu handlowego; sfinalizował budowę reprezentacyjnej części miasta według wizji Hakena – „Tarasów Hakena” (dzisiaj – Wały Chrobrego). Otworzył nowy cmentarz, znany dzisiaj jako cmentarz Centralny, założył muzeum oraz bardzo popularne przed wojną kino Urania. Za jego rządów w granice miasta z powiatu Randow zostały włączone Pogodno, Świerczewo i północna część Niebuszewa. W zamian za kupno od rodziny Quistorpów fragmentu osiedla Łękno (lub Nowe Łękno), miasto wzbogaciło się także o Quistorp Park – współczesny Park Kasprowicza. Pochowany został na cmentarzu Centralnym w Szczecinie, jednak pomnik nagrobny nie przetrwał do naszych czasów.

## Wyróżnienia i upamiętnienie
- Dowodem uznania dla Friedricha Ackermann w gronie nadburmistrzów miast niemieckich było wybranie go do kilkuosobowego Sejmiku Miast Niemieckich (Deutscher Städtetag), reprezentującego miasta Rzeszy wobec naczelnych władz (członkiem Sejmiku był m.in. nadburmistrz Kolonii – Konrad Adenauer).
- 18 kwietnia 1931 pośmiertnie otrzymał tytuł honorowego obywatela miasta Szczecina.
- Południowy fragment Nowego Łękna (obecnie rejon ulicy Traugutta) nazwano Ackermannshöhe, co można przetłumaczyć jako wzgórze Ackermanna[3].
- Został uhonorowany również w powojennym Szczecinie – skwer Ackermanna znajduje się w pobliżu Bramy Portowej.
- Friedrich Ackermann zajął trzecią pozycję w na liście „Szczecinianie Stulecia”, utworzonej na podstawie wyników plebiscytu Gazety Wyborczej (wyd. szczecińskie), Polskiego Radia Szczecin i TVP Szczecin, ogłoszonego na przełomie XX/XXI w., uzyskując 4102 głosy[4].